# Llista de topònims de Piera
Llista de topònims (noms propis de lloc) del municipi de Piera, a l'Anoia
Informació actualitzada per un bot. Els canvis manuals es perdran quan s'actualitzi!

## cabana
| imatge | Nom               | Ubicat a | instància de | Detalls | coordenades                                                         | Protecció | Commons (més fotos) | Dades a WD                    |
| ------ | ----------------- | -------- | ------------ | ------- | ------------------------------------------------------------------- | --------- | ------------------- | ----------------------------- |
|        | barraca d'en Nasi | Piera    | cabana       |         | 41° 32′ 17″ N, 1° 45′ 04″ E / 41.5380631531077°N,1.75104734742292°E |           |                     | Modifica les dades a Wikidata |
|        | corral del Mas    | Piera    | cabana       |         | 41° 30′ 38″ N, 1° 45′ 56″ E / 41.5105049932526°N,1.76557336543472°E |           |                     | Modifica les dades a Wikidata |

## casa
| imatge | Nom                      | Ubicat a | instància de | Detalls                                                          | coordenades                                                                                 | Protecció                                  | Commons (més fotos)      | Dades a WD                    |
| ------ | ------------------------ | -------- | ------------ | ---------------------------------------------------------------- | ------------------------------------------------------------------------------------------- | ------------------------------------------ | ------------------------ | ----------------------------- |
|        | Ca l'Alcalde             | Piera    | casa         | Estil: arquitectura popular                                      | 41° 29′ 35″ N, 1° 47′ 13″ E / 41.492994°N,1.786945°E                                        | bé integrant del patrimoni cultural català |                          | Modifica les dades a Wikidata |
|        | Ca l'Estany              | Piera    | casa         |                                                                  | 41° 31′ 08″ N, 1° 44′ 45″ E / 41.518862°N,1.745726°E                                        | bé integrant del patrimoni cultural català | Ca l'Estany (Piera)      | Modifica les dades a Wikidata |
|        | Ca la Pentinadora        | Piera    | casa         |                                                                  | 41° 31′ 01″ N, 1° 44′ 32″ E / 41.51682404144255°N,1.74233078956604°E                        |                                            |                          | Modifica les dades a Wikidata |
|        | Cal Borrull              | Piera    | casa         | Estil: arquitectura gòtica arquitectura popular 14th century     | 41° 31′ 00″ N, 1° 44′ 29″ E / 41.516621°N,1.741378°E ca:c/ de la Salut, 16 257 msnm         | bé integrant del patrimoni cultural català | Cal Borrull (Piera)      | Modifica les dades a Wikidata |
|        | Cal Facundo              | Piera    | casa         | Estil: modernisme català 1902                                    | 41° 31′ 08″ N, 1° 44′ 45″ E / 41.518927°N,1.745718°E ca:carrer Doctor Carles, 9 294 msnm    | bé integrant del patrimoni cultural català | Cal Facundo (Piera)      | Modifica les dades a Wikidata |
|        | Cal Pepus de la Llorença | Piera    | casa         | Estil: noucentisme                                               | 41° 31′ 15″ N, 1° 44′ 49″ E / 41.5207644°N,1.7470786°E ca:Folch i Torres / Passeig del Prat | bé integrant del patrimoni cultural català |                          | Modifica les dades a Wikidata |
|        | Cal Sagristà             | Piera    | casa         | Estil: arquitectura modernista 1905                              | 41° 31′ 06″ N, 1° 44′ 38″ E / 41.518274°N,1.743755°E ca:carrer Jaume Fons, 27               | bé integrant del patrimoni cultural català |                          | Modifica les dades a Wikidata |
|        | Cal Sanahuja             | Piera    | casa         | Estil: modernisme català arquitectura modernista 1903            | 41° 31′ 14″ N, 1° 44′ 53″ E / 41.52042°N,1.747919°E ca:carrer Sant Bonifaci, 50             | bé integrant del patrimoni cultural català | Cal Sanahuja (Piera)     | Modifica les dades a Wikidata |
|        | Cal Víctor Riu           | Piera    | casa         | Estil: noucentisme 1820                                          | 41° 31′ 11″ N, 1° 44′ 48″ E / 41.519713°N,1.746732°E                                        | bé integrant del patrimoni cultural català | Cal Víctor Riu           | Modifica les dades a Wikidata |
|        | Casa Canals              | Piera    | casa         | Estil: noucentisme 20th century                                  | 41° 31′ 29″ N, 1° 45′ 07″ E / 41.524608°N,1.751906°E ca:C. Ricard Canals, 5-7 320 msnm      | bé integrant del patrimoni cultural català | Casa Canals (Piera)      | Modifica les dades a Wikidata |
|        | Casa Casanoves           | Piera    | casa         | Estil: arquitectura modernista 1912                              | 41° 31′ 14″ N, 1° 44′ 55″ E / 41.520527°N,1.748481°E ca:Carrer Sant Bonifaci, 54 301 msnm   | bé integrant del patrimoni cultural català | Casa Casanoves (Piera)   | Modifica les dades a Wikidata |
|        | Casa Rovira              | Piera    | casa         | Arquitecte: Josep Ros i Ros Estil: arquitectura modernista 1900s | 41° 31′ 32″ N, 1° 45′ 15″ E / 41.525619°N,1.754052°E ca:carrer Estació 321 msnm             | bé integrant del patrimoni cultural català | Casa Rovira (Piera)      | Modifica les dades a Wikidata |
|        | Casa Sastre              | Piera    | casa         | Estil: noucentisme                                               | 41° 31′ 07″ N, 1° 44′ 43″ E / 41.518706°N,1.745407°E ca:Jaume Fons, 36-40                   | bé integrant del patrimoni cultural català | Casa Sastre (Piera)      | Modifica les dades a Wikidata |
|        | Casa de la Volta         | Piera    | casa         | Estil: arquitectura popular 13rd century                         | 41° 31′ 01″ N, 1° 44′ 29″ E / 41.517081°N,1.7413°E ca:C. de la Salut 253 msnm               | bé integrant del patrimoni cultural català | Casa de la Volta (Piera) | Modifica les dades a Wikidata |
|        | Casas Torres             | Piera    | casa         | Estil: arquitectura eclèctica 20th century                       | 41° 31′ 09″ N, 1° 44′ 48″ E / 41.519305°N,1.746607°E ca:C. Doctor Carles, 32 296 msnm       | bé integrant del patrimoni cultural català | Casa Torres (Piera)      | Modifica les dades a Wikidata |
|        | cal Metge Vidal          | Piera    | casa         | Estil: arquitectura popular 16th century                         | 41° 31′ 08″ N, 1° 44′ 45″ E / 41.518816°N,1.745699°E ca:C. Doctor Carles, 2 287 msnm        | bé integrant del patrimoni cultural català | Cal Metge Vidal          | Modifica les dades a Wikidata |

## castell
| imatge | Nom                   | Ubicat a | instància de | Detalls                     | coordenades                                                                                          | Protecció                                            | Commons (més fotos)        | Dades a WD                    |
| ------ | --------------------- | -------- | ------------ | --------------------------- | --- | ---------------------------------------------------- | -------------------------- | ----------------------------- |
|        | Castell de Piera      | Piera    | castell      |                             | 41° 30′ 57″ N, 1° 44′ 30″ E / 41.5158°N,1.74167°E ca:Costa Maria Lleopart, 1                         | bé d'interès cultural bé cultural d'interès nacional | Castell de Jaume I (Piera) | Modifica les dades a Wikidata |
|        | Castell de la Ventosa | Piera    | castell      | Estil: arquitectura popular | 41° 30′ 06″ N, 1° 43′ 53″ E / 41.501609°N,1.731324°E                                                 | bé d'interès cultural bé cultural d'interès nacional | Castell de la Ventosa      | Modifica les dades a Wikidata |
|        | castell de Freixe     | Piera    | castell      |                             | 41° 28′ 49″ N, 1° 44′ 27″ E / 41.4803°N,1.74083°E ca:Crtra. de Piera a Sant Sadurní, km 7,7 190 msnm | bé d'interès cultural bé cultural d'interès nacional | Castell de Freixe          | Modifica les dades a Wikidata |

## cova
| imatge | Nom           | Ubicat a | instància de | Detalls | coordenades                                                         | Protecció | Commons (més fotos) | Dades a WD                    |
| ------ | ------------- | -------- | ------------ | ------- | ------------------------------------------------------------------- | --------- | ------------------- | ----------------------------- |
|        | Cau del Teixó | Piera    | cova         |         | 41° 28′ 30″ N, 1° 46′ 24″ E / 41.4748837759529°N,1.77336353148346°E |           |                     | Modifica les dades a Wikidata |
|        | Cova Fonda    | Piera    | cova         |         | 41° 28′ 06″ N, 1° 46′ 28″ E / 41.4682470852536°N,1.77436284008753°E |           |                     | Modifica les dades a Wikidata |

## creu de terme
| imatge | Nom                                 | Ubicat a | instància de  | Detalls | coordenades                                                            | Protecció | Commons (més fotos)                   | Dades a WD                    |
| ------ | ----------------------------------- | -------- | ------------- | ------- | ---------------------------------------------------------------------- | --------- | ------------------------------------- | ----------------------------- |
|        | creu de la plaça de la Creu (Piera) | Piera    | creu de terme |         | 41° 31′ 14″ N, 1° 44′ 51″ E / 41.5204225651848°N,1.7474039274387347°E  |           | Creu de la plaça de la Creu (Piera)   | Modifica les dades a Wikidata |
|        | creu de la pujada del Castell       | Piera    | creu de terme |         | 41° 30′ 58″ N, 1° 44′ 29″ E / 41.51614770083919°N,1.7414520238537174°E |           | Creu de la pujada del Castell (Piera) | Modifica les dades a Wikidata |

## curs d'aigua
| imatge | Nom                   | Ubicat a                         | instància de | Detalls                                        | coordenades                                                      | Protecció | Commons (més fotos) | Dades a WD                    |
| ------ | --------------------- | -------------------------------- | ------------ | ---------------------------------------------- | ---------------------------------------------------------------- | --------- | ------------------- | ----------------------------- |
|        | Anoia                 | Anoia Baix Llobregat Alt Penedès | curs d'aigua | Desemboca: Llobregat Llarg: 64km Conca: 929km² | 41° 28′ 43″ N, 1° 56′ 06″ E / 41.4785217°N,1.9351196°E           |           | Anoia River         | Modifica les dades a Wikidata |
|        | torrent de Can Cairot | Piera                            | curs d'aigua | Desemboca: Anoia                               | 41° 27′ 36″ N, 1° 45′ 56″ E / 41.46°N,1.7655555555556°E 147 msnm |           |                     | Modifica les dades a Wikidata |

## edifici
| imatge | Nom                         | Ubicat a | instància de | Detalls                        | coordenades                                                                            | Protecció                                  | Commons (més fotos)      | Dades a WD                    |
| ------ | --------------------------- | -------- | ------------ | ------------------------------ | -------------------------------------------------------------------------------------- | ------------------------------------------ | ------------------------ | ----------------------------- |
|        | Antiga Fàbrica de Cal Romeu | Piera    | edifici      | Estil: arquitectura modernista | 41° 30′ 06″ N, 1° 42′ 54″ E / 41.501733°N,1.714917°E                                   | bé integrant del patrimoni cultural català |                          | Modifica les dades a Wikidata |
|        | Caves Pagès Entrena         | Piera    | edifici      |                                | 41° 27′ 39″ N, 1° 45′ 12″ E / 41.460712°N,1.753233°E                                   | bé integrant del patrimoni cultural català | Caves Pagès Entrena      | Modifica les dades a Wikidata |
|        | Hostal de Can Bonastre      | Piera    | edifici      | Estil: arquitectura popular    | 41° 30′ 20″ N, 1° 46′ 44″ E / 41.505633°N,1.77875°E ca:Crtra. de Capellades, km 12.900 | bé integrant del patrimoni cultural català |                          | Modifica les dades a Wikidata |
|        | Societat Foment de Piera    | Piera    | edifici      | Estil: noucentisme             | 41° 31′ 06″ N, 1° 44′ 37″ E / 41.518203°N,1.74348°E ca:C. de la Plaça, 18 284 msnm     | bé integrant del patrimoni cultural català | Societat Foment de Piera | Modifica les dades a Wikidata |

## edifici residencial
| imatge | Nom                                 | Ubicat a | instància de        | Detalls                       | coordenades                                                                                  | Protecció | Commons (més fotos) | Dades a WD                    |
| ------ | ----------------------------------- | -------- | ------------------- | ----------------------------- | -------------------------------------------------------------------------------------------- | --------- | ------------------- | ----------------------------- |
|        | Antic col·legi de la Divina Pastora | Piera    | edifici residencial | Estil: Romanticisme           | 41° 31′ 09″ N, 1° 44′ 48″ E / 41.51912689208984°N,1.7465617656707764°E ca:Doctor Carles, 28  |           |                     | Modifica les dades a Wikidata |
|        | Cal Bitxo                           | Piera    | edifici residencial | Estil: arquitectura eclèctica | 41° 31′ 04″ N, 1° 44′ 36″ E / 41.51788330078125°N,1.743324637413025°E ca:Plaça, 25           |           |                     | Modifica les dades a Wikidata |
|        | Cal Nadal                           | Piera    | edifici residencial | Estil: arquitectura eclèctica | 41° 31′ 04″ N, 1° 44′ 33″ E / 41.51773834228515°N,1.742372989654541°E ca:Sant Sebastià, 6    |           |                     | Modifica les dades a Wikidata |
|        | Cal Vendrell                        | Piera    | edifici residencial |                               | 41° 31′ 03″ N, 1° 44′ 32″ E / 41.51759719848633°N,1.7423080205917358°E ca:Plaça Catalunya, 5 |           |                     | Modifica les dades a Wikidata |
|        | Can Pelagalls                       | Piera    | edifici residencial | Estil: arquitectura eclèctica | 41° 31′ 14″ N, 1° 44′ 55″ E / 41.520511627197266°N,1.7487386465072632°E ca:Sant Cristòfol, 4 |           |                     | Modifica les dades a Wikidata |

## entitat singular de població
| imatge | Nom                      | Ubicat a | instància de                                   | Detalls  | coordenades                                                                   | Protecció | Commons (més fotos)    | Dades a WD                    |
| ------ | ------------------------ | -------- | ---------------------------------------------- | -------- | ----------------------------------------------------------------------------- | --------- | ---------------------- | ----------------------------- |
|        | Bosc de Can Martí        | Piera    | entitat singular de població                   | 16 hab   | 41° 34′ 22″ N, 1° 44′ 16″ E / 41.57285769°N,1.737775099°E 622 msnm            |           |                        | Modifica les dades a Wikidata |
|        | Ca n'Aguilera            | Piera    | entitat singular de població                   | 182 hab  | 41° 33′ 20″ N, 1° 44′ 42″ E / 41.55555556°N,1.745°E ca:Ca n'Aguilera 501 msnm |           |                        | Modifica les dades a Wikidata |
|        | Can Bonastre             | Piera    | entitat singular de població                   | 1404 hab | 41° 30′ 26″ N, 1° 45′ 48″ E / 41.50719167°N,1.763375°E 326 msnm               |           |                        | Modifica les dades a Wikidata |
|        | Can Bou                  | Piera    | entitat singular de població                   | 288 hab  | 41° 29′ 18″ N, 1° 45′ 46″ E / 41.488252867222°N,1.7626505084615°E 306 msnm    |           |                        | Modifica les dades a Wikidata |
|        | Can Cairot               | Piera    | entitat singular de població                   | 22 hab   | 41° 29′ 43″ N, 1° 47′ 09″ E / 41.495202°N,1.785807°E 289 msnm                 |           |                        | Modifica les dades a Wikidata |
|        | Can Canals de Masbover   | Piera    | entitat singular de població                   | 1978 hab | 41° 29′ 00″ N, 1° 48′ 00″ E / 41.483333333333334°N,1.8°E 278 msnm             |           |                        | Modifica les dades a Wikidata |
|        | Can Claramunt            | Piera    | entitat singular de població                   | 1665 hab | 41° 30′ 41″ N, 1° 44′ 56″ E / 41.511523932776°N,1.7490260463057°E 338 msnm    |           |                        | Modifica les dades a Wikidata |
|        | Can Creixell             | Piera    | entitat singular de població                   | 34 hab   | 41° 29′ 46″ N, 1° 46′ 28″ E / 41.49620232°N,1.774413633°E 210 msnm            |           |                        | Modifica les dades a Wikidata |
|        | Can Martí de l'Estela    | Piera    | entitat singular de població                   | 807 hab  | 41° 33′ 11″ N, 1° 45′ 20″ E / 41.553025773618°N,1.7554205021421°E 398 msnm    |           |                        | Modifica les dades a Wikidata |
|        | Can Mas                  | Piera    | entitat singular de població                   | 966 hab  | 41° 31′ 18″ N, 1° 46′ 09″ E / 41.521649483368°N,1.7692053902872°E 316 msnm    |           |                        | Modifica les dades a Wikidata |
|        | Can Mata                 | Piera    | entitat singular de població                   | 535 hab  | 41° 30′ 40″ N, 1° 43′ 22″ E / 41.511234176544°N,1.7226690584107°E 290 msnm    |           |                        | Modifica les dades a Wikidata |
|        | Piera                    | Piera    | entitat singular de població capital municipal | 7730 hab | 41° 31′ 20″ N, 1° 45′ 03″ E / 41.52232°N,1.75076°E 286 msnm                   |           |                        | Modifica les dades a Wikidata |
|        | Sant Jaume Sesoliveres   | Piera    | entitat singular de població                   | 227 hab  | 41° 28′ 16″ N, 1° 45′ 12″ E / 41.47103938536°N,1.7533974655744°E 183 msnm     |           | Sant Jaume Sesoliveres | Modifica les dades a Wikidata |
|        | Sant Jordi               | Piera    | entitat singular de població                   | 219 hab  | 41° 30′ 58″ N, 1° 45′ 45″ E / 41.5161479°N,1.76256497°E 332 msnm              |           |                        | Modifica les dades a Wikidata |
|        | Vallbonica               | Piera    | entitat singular de població                   | 106 hab  | 41° 31′ 51″ N, 1° 43′ 02″ E / 41.5307006566988°N,1.71717075210166°E 365 msnm  |           |                        | Modifica les dades a Wikidata |
|        | el Bedorc                | Piera    | entitat singular de població                   | 283 hab  | 41° 29′ 48″ N, 1° 43′ 20″ E / 41.49666667°N,1.72222222°E 194 msnm             |           |                        | Modifica les dades a Wikidata |
|        | el Bosc de l'Àliga       | Piera    | entitat singular de població                   | 258 hab  | 41° 32′ 44″ N, 1° 44′ 42″ E / 41.5454915560717°N,1.7450295619481°E 394 msnm   |           |                        | Modifica les dades a Wikidata |
|        | el Castell de la Ventosa | Piera    | entitat singular de població                   | 192 hab  | 41° 30′ 16″ N, 1° 43′ 59″ E / 41.5045396446429°N,1.73303608099563°E 247 msnm  |           |                        | Modifica les dades a Wikidata |
|        | la Fortesa               | Piera    | entitat singular de població                   | 57 hab   | 41° 27′ 15″ N, 1° 45′ 49″ E / 41.45418333°N,1.76358333°E 160 msnm             |           |                        | Modifica les dades a Wikidata |
|        | la Grua                  | Piera    | entitat singular de població                   | 75 hab   | 41° 30′ 45″ N, 1° 45′ 57″ E / 41.512605704308°N,1.7657817663401°E 345 msnm    |           |                        | Modifica les dades a Wikidata |
|        | la Venta i Can Mossarro  | Piera    | entitat singular de població                   | 516 hab  | 41° 32′ 01″ N, 1° 44′ 09″ E / 41.5336642279429°N,1.73589619112563°E 351 msnm  |           |                        | Modifica les dades a Wikidata |

## església
| imatge | Nom                                   | Ubicat a  | instància de | Detalls                                                                                           | coordenades | Protecció                                  | Commons (més fotos)                        | Dades a WD                    |
| ------ | ------------------------------------- | --------- | ------------ | ------------------------------------------------------------------------------------------------- | --- | ------------------------------------------ | ------------------------------------------ | ----------------------------- |
|        | Mare de Déu de Mas Bonans             | Piera     | església     |                                                                                                   | 41° 31′ 47″ N, 1° 43′ 42″ E / 41.5297789304364°N,1.72825251891521°E                                                   |                                            |                                            | Modifica les dades a Wikidata |
|        | Sant Joan Baptista                    | Piera     | església     | Estil: arquitectura popular 20th century                                                          | 41° 28′ 15″ N, 1° 46′ 50″ E / 41.470817°N,1.780542°E ca:Can Canals de Masbover 265 msnm                               | bé integrant del patrimoni cultural català | Sant Joan Baptista de Piera                | Modifica les dades a Wikidata |
|        | Sant Maur                             | Piera     | església     | Estil: arquitectura popular                                                                       | 41° 31′ 04″ N, 1° 44′ 34″ E / 41.51785°N,1.742754°E                                                                   | bé integrant del patrimoni cultural català |                                            | Modifica les dades a Wikidata |
|        | Sant Nicolau de Freixe                | Piera     | església     | Estil: arquitectura romànica                                                                      | 41° 28′ 49″ N, 1° 44′ 27″ E / 41.4803°N,1.74096°E ca:Crtra. de Piera a Sant Sadurní, km 7,7 176 msnm                  | bé integrant del patrimoni cultural català | Sant Nicolau de Freixe                     | Modifica les dades a Wikidata |
|        | Sant Sebastià del Bedorc              | el Bedorc | església     | 20th century                                                                                      | 41° 29′ 48″ N, 1° 43′ 21″ E / 41.49673694444444°N,1.7224130555555557°E ca:Esplanada de l'Església, el Bedorc 208 msnm | bé integrant del patrimoni cultural català | Sant Sebastià de Bedorc                    | Modifica les dades a Wikidata |
|        | Santa Creu de Creixà                  | Piera     | església     | Estil: arquitectura romànica                                                                      | 41° 27′ 37″ N, 1° 46′ 20″ E / 41.46035278°N,1.77210278°E ca:Camí de Can Canals a Monistrol d'Anoia 206 msnm           | bé integrant del patrimoni cultural català | Santa Creu de Creixà                       | Modifica les dades a Wikidata |
|        | Santa Magdalena de l'Estela           | Piera     | església     |                                                                                                   | 41° 33′ 04″ N, 1° 45′ 20″ E / 41.551201°N,1.755643°E                                                                  | bé integrant del patrimoni cultural català |                                            | Modifica les dades a Wikidata |
|        | Santa Maria de Piera                  | Piera     | església     |                                                                                                   | 41° 30′ 57″ N, 1° 44′ 29″ E / 41.515878°N,1.741284°E                                                                  | bé integrant del patrimoni cultural català | Santa Maria de Piera                       | Modifica les dades a Wikidata |
|        | Santa Maria de la Fortesa             | Piera     | església     | 20th century                                                                                      | 41° 27′ 16″ N, 1° 45′ 49″ E / 41.454563°N,1.763567°E ca:Pl. de l'Església, la Fortesa 158 msnm                        | bé integrant del patrimoni cultural català | Santa Maria de la Fortesa                  | Modifica les dades a Wikidata |
|        | capella de Sant Sebastià              | Piera     | església     | Estil: arquitectura popular 16th century                                                          | 41° 31′ 03″ N, 1° 44′ 31″ E / 41.517384°N,1.742035°E ca:Sant Sebastià, 21 275 msnm                                    | bé integrant del patrimoni cultural català | Sant Sebastià de Piera                     | Modifica les dades a Wikidata |
|        | capella de la Mare de Déu de la Mercè | Piera     | església     | Arquitecte: Francesc Berenguer i Mestres Estil: arquitectura modernista 20th century 17th century | 41° 33′ 15″ N, 1° 44′ 41″ E / 41.5542°N,1.74464°E ca:Plaça de l'Església, 6, Ca n'Aguilera                            | bé integrant del patrimoni cultural català |                                            | Modifica les dades a Wikidata |
|        | església de Sant Jaume Sesoliveres    | Piera     | església     |                                                                                                   | 41° 28′ 18″ N, 1° 45′ 01″ E / 41.47166667°N,1.75027778°E                                                              | bé integrant del patrimoni cultural català | Església de Sant Jaume Sesoliveres (Piera) | Modifica les dades a Wikidata |

## granja
| imatge | Nom                   | Ubicat a | instància de | Detalls | coordenades                                                         | Protecció | Commons (més fotos) | Dades a WD                    |
| ------ | --------------------- | -------- | ------------ | ------- | ------------------------------------------------------------------- | --------- | ------------------- | ----------------------------- |
|        | Granges de Ca n'Orpí  | Piera    | granja       |         | 41° 31′ 26″ N, 1° 43′ 33″ E / 41.5238623446348°N,1.72591137937075°E |           |                     | Modifica les dades a Wikidata |
|        | Granges de Vallbonica | Piera    | granja       |         | 41° 31′ 48″ N, 1° 43′ 14″ E / 41.5299634675019°N,1.72052956486634°E |           |                     | Modifica les dades a Wikidata |

## indret
| imatge | Nom                      | Ubicat a | instància de   | Detalls | coordenades                                                         | Protecció | Commons (més fotos) | Dades a WD                    |
| ------ | ------------------------ | -------- | -------------- | ------- | ------------------------------------------------------------------- | --------- | ------------------- | ----------------------------- |
|        | Degotalls de Can Flequer | Piera    | indret         |         | 41° 31′ 18″ N, 1° 46′ 31″ E / 41.5216683669186°N,1.77516497514348°E |           |                     | Modifica les dades a Wikidata |
|        | la Creueta               | Piera    | indret collada |         | 41° 28′ 25″ N, 1° 45′ 22″ E / 41.4735468057521°N,1.75622688825705°E |           |                     | Modifica les dades a Wikidata |

## masia
| imatge | Nom                            | Ubicat a                       | instància de | Detalls                                                  | coordenades | Protecció                                  | Commons (més fotos) | Dades a WD                    |
| ------ | ------------------------------ | ------------------------------ | ------------ | -------------------------------------------------------- | --- | ------------------------------------------ | ------------------- | ----------------------------- |
|        | Ca l'Arcis                     | Piera                          | masia        | Estil: arquitectura popular                              | 41° 29′ 16″ N, 1° 45′ 43″ E / 41.487794°N,1.762081°E Can Bou                                                                            | bé integrant del patrimoni cultural català |                     | Modifica les dades a Wikidata |
|        | Ca l'Enric                     | Piera                          | masia        |                                                          | 41° 29′ 53″ N, 1° 43′ 10″ E / 41.4979218432199°N,1.71943526848873°E                                                                     |                                            |                     | Modifica les dades a Wikidata |
|        | Ca l'Esquerrà                  | Piera                          | masia        |                                                          | 41° 27′ 40″ N, 1° 45′ 11″ E / 41.4609936879968°N,1.75317399771807°E                                                                     |                                            |                     | Modifica les dades a Wikidata |
|        | Ca l'Ànec                      | Piera                          | masia        |                                                          | 41° 29′ 13″ N, 1° 45′ 37″ E / 41.4868121949994°N,1.76018966081607°E                                                                     |                                            |                     | Modifica les dades a Wikidata |
|        | Ca la Tuies                    | Piera                          | masia        |                                                          | 41° 32′ 57″ N, 1° 45′ 20″ E / 41.549056257594°N,1.75560781968377°E                                                                      |                                            |                     | Modifica les dades a Wikidata |
|        | Ca n'Amat del Samuntà          | Piera                          | masia        |                                                          | 41° 31′ 42″ N, 1° 44′ 24″ E / 41.5282962892268°N,1.74002808345325°E                                                                     |                                            |                     | Modifica les dades a Wikidata |
|        | Ca n'Orpí                      | Piera                          | masia        |                                                          | 41° 31′ 50″ N, 1° 43′ 44″ E / 41.5306768044856°N,1.72881029245611°E                                                                     |                                            |                     | Modifica les dades a Wikidata |
|        | Cal Flaquer                    | Piera                          | masia        |                                                          | 41° 31′ 24″ N, 1° 46′ 30″ E / 41.5233600974236°N,1.77501321547978°E                                                                     | bé integrant del patrimoni cultural català |                     | Modifica les dades a Wikidata |
|        | Cal Francesc                   | Piera                          | masia        |                                                          | 41° 27′ 45″ N, 1° 45′ 34″ E / 41.4624473163837°N,1.7593247966812°E                                                                      |                                            |                     | Modifica les dades a Wikidata |
|        | Cal Jepet                      | Piera                          | masia        |                                                          | 41° 33′ 21″ N, 1° 44′ 38″ E / 41.5557929627365°N,1.74395491723318°E                                                                     |                                            |                     | Modifica les dades a Wikidata |
|        | Cal Jeroni                     | Piera                          | masia        |                                                          | 41° 33′ 22″ N, 1° 44′ 40″ E / 41.5561762881648°N,1.74441515964668°E                                                                     |                                            |                     | Modifica les dades a Wikidata |
|        | Cal Lleó                       | Piera                          | masia        |                                                          | 41° 33′ 16″ N, 1° 44′ 49″ E / 41.5545360931933°N,1.74680915423393°E                                                                     |                                            |                     | Modifica les dades a Wikidata |
|        | Cal Lleó Vell                  | Piera                          | masia        |                                                          | 41° 33′ 30″ N, 1° 45′ 07″ E / 41.5582392833261°N,1.75189407859267°E                                                                     |                                            |                     | Modifica les dades a Wikidata |
|        | Cal Marcel·lí                  | Piera                          | masia        |                                                          | 41° 33′ 17″ N, 1° 44′ 42″ E / 41.5547400376622°N,1.74486264920403°E                                                                     |                                            |                     | Modifica les dades a Wikidata |
|        | Cal Masrugat                   | Piera                          | masia        |                                                          | 41° 27′ 21″ N, 1° 45′ 47″ E / 41.4558051421118°N,1.76315102399303°E                                                                     |                                            |                     | Modifica les dades a Wikidata |
|        | Cal Moreno                     | Piera                          | masia        |                                                          | 41° 31′ 06″ N, 1° 44′ 34″ E / 41.518464405325°N,1.74285539938319°E                                                                      |                                            |                     | Modifica les dades a Wikidata |
|        | Cal Nin                        | Piera                          | masia        |                                                          | 41° 27′ 06″ N, 1° 46′ 23″ E / 41.4517673819059°N,1.77300899132625°E                                                                     |                                            |                     | Modifica les dades a Wikidata |
|        | Cal Patumàs                    | Piera                          | masia        |                                                          | 41° 27′ 54″ N, 1° 45′ 33″ E / 41.4650839597372°N,1.75909491107689°E                                                                     |                                            |                     | Modifica les dades a Wikidata |
|        | Cal Pujador                    | Piera                          | masia        |                                                          | 41° 27′ 12″ N, 1° 45′ 45″ E / 41.4532863208969°N,1.76261222906388°E                                                                     |                                            |                     | Modifica les dades a Wikidata |
|        | Cal Vermell                    | Piera                          | masia        |                                                          | 41° 33′ 28″ N, 1° 45′ 07″ E / 41.5579063504326°N,1.75192446844155°E                                                                     |                                            |                     | Modifica les dades a Wikidata |
|        | Cal Vidal del Malcavaller      | Piera                          | masia        | Estil: arquitectura popular                              | 41° 32′ 03″ N, 1° 45′ 53″ E / 41.534185°N,1.76461°E                                                                                     | bé integrant del patrimoni cultural català |                     | Modifica les dades a Wikidata |
|        | Cal Xaus                       | Piera                          | masia        |                                                          | 41° 34′ 45″ N, 1° 43′ 25″ E / 41.5791509302862°N,1.7237455239625°E                                                                      |                                            |                     | Modifica les dades a Wikidata |
|        | Can Barraquer                  | Piera                          | masia        |                                                          | 41° 28′ 49″ N, 1° 47′ 20″ E / 41.4801634719155°N,1.78879865054877°E                                                                     |                                            |                     | Modifica les dades a Wikidata |
|        | Can Bonastre de Mas Pujó       | Piera                          | masia        | Estil: arquitectura popular                              | 41° 30′ 44″ N, 1° 46′ 49″ E / 41.512142°N,1.780227°E ca:Ctra. B-224, km 12                                                              | bé integrant del patrimoni cultural català |                     | Modifica les dades a Wikidata |
|        | Can Borràs                     | Piera                          | masia        |                                                          | 41° 31′ 43″ N, 1° 43′ 58″ E / 41.5286395962732°N,1.73274572879824°E                                                                     |                                            |                     | Modifica les dades a Wikidata |
|        | Can Bot                        | Piera                          | masia        |                                                          | 41° 31′ 56″ N, 1° 44′ 38″ E / 41.5322670166726°N,1.74401461274459°E                                                                     |                                            |                     | Modifica les dades a Wikidata |
|        | Can Cairot                     | Piera                          | masia        |                                                          | 41° 29′ 43″ N, 1° 47′ 08″ E / 41.4951803851462°N,1.78555979863641°E                                                                     |                                            |                     | Modifica les dades a Wikidata |
|        | Can Claramunt                  | Piera                          | masia        |                                                          | 41° 30′ 19″ N, 1° 44′ 48″ E / 41.5052737222121°N,1.7465973790561°E                                                                      |                                            |                     | Modifica les dades a Wikidata |
|        | Can Creixell                   | Piera                          | masia        |                                                          | 41° 29′ 52″ N, 1° 46′ 19″ E / 41.4977546222454°N,1.77181783446571°E                                                                     |                                            |                     | Modifica les dades a Wikidata |
|        | Can Ferran                     | els Hostalets de Pierola Piera | masia        |                                                          | 41° 32′ 58″ N, 1° 45′ 26″ E / 41.5493516285447°N,1.75710092379142°E                                                                     |                                            |                     | Modifica les dades a Wikidata |
|        | Can Ferrer de la Vall          | Piera                          | masia        |                                                          | 41° 30′ 06″ N, 1° 45′ 02″ E / 41.5016522350266°N,1.75068097319696°E                                                                     |                                            |                     | Modifica les dades a Wikidata |
|        | Can Ferrer del Coll            | Piera                          | masia        | Estil: arquitectura popular 14th century                 | 41° 30′ 09″ N, 1° 42′ 36″ E / 41.502386°N,1.710052°E ca:El Bedorc 202 msnm                                                              | bé integrant del patrimoni cultural català | Can Ferrer del Coll | Modifica les dades a Wikidata |
|        | Can Ferriol                    | Piera                          | masia        |                                                          | 41° 32′ 18″ N, 1° 43′ 27″ E / 41.5382913576952°N,1.7242495576756°E                                                                      |                                            |                     | Modifica les dades a Wikidata |
|        | Can Fontanelles                | Piera                          | masia        | 17th century                                             | 41° 32′ 30″ N, 1° 44′ 53″ E / 41.541601°N,1.748006°E 376 msnm                                                                           | bé integrant del patrimoni cultural català |                     | Modifica les dades a Wikidata |
|        | Can Jorba                      | Piera                          | masia        |                                                          | 41° 32′ 02″ N, 1° 45′ 51″ E / 41.5339888087982°N,1.76409601093295°E                                                                     |                                            |                     | Modifica les dades a Wikidata |
|        | Can Martí de l'Estela          | els Hostalets de Pierola Piera | masia        |                                                          | 41° 33′ 04″ N, 1° 45′ 21″ E / 41.5509758023521°N,1.75570289802187°E                                                                     |                                            |                     | Modifica les dades a Wikidata |
|        | Can Mas                        | Piera                          | masia        |                                                          | 41° 30′ 54″ N, 1° 47′ 01″ E / 41.5149833240669°N,1.7834879593013°E                                                                      |                                            |                     | Modifica les dades a Wikidata |
|        | Can Mossarro                   | Piera                          | masia        |                                                          | 41° 31′ 45″ N, 1° 44′ 12″ E / 41.5292762716913°N,1.73658094668082°E                                                                     |                                            |                     | Modifica les dades a Wikidata |
|        | Can Nicolauet                  | Piera                          | masia        |                                                          | 41° 28′ 20″ N, 1° 45′ 54″ E / 41.4720843507758°N,1.76511701201882°E                                                                     |                                            |                     | Modifica les dades a Wikidata |
|        | Can Parellada                  | Piera                          | masia        |                                                          | 41° 29′ 48″ N, 1° 43′ 18″ E / 41.4967747545169°N,1.72157840195545°E                                                                     |                                            |                     | Modifica les dades a Wikidata |
|        | Can Pujades                    | Piera                          | masia        |                                                          | 41° 31′ 18″ N, 1° 46′ 56″ E / 41.5215708297019°N,1.78209416347221°E                                                                     |                                            |                     | Modifica les dades a Wikidata |
|        | Can Ribes                      | Piera                          | masia        |                                                          | 41° 30′ 06″ N, 1° 45′ 54″ E / 41.5017169319901°N,1.76500943348373°E                                                                     |                                            |                     | Modifica les dades a Wikidata |
|        | Can Rius                       | Piera                          | masia        |                                                          | 41° 32′ 25″ N, 1° 44′ 00″ E / 41.5402749410616°N,1.73339372836501°E                                                                     |                                            |                     | Modifica les dades a Wikidata |
|        | Can Roig                       | Piera                          | masia        |                                                          | 41° 29′ 16″ N, 1° 47′ 03″ E / 41.487697665791°N,1.7840704463338°E                                                                       |                                            |                     | Modifica les dades a Wikidata |
|        | Can Sagristà                   | Piera                          | masia        |                                                          | 41° 32′ 34″ N, 1° 44′ 36″ E / 41.5426462444458°N,1.74346608282315°E                                                                     |                                            |                     | Modifica les dades a Wikidata |
|        | Can Santacreu                  | Piera                          | masia        |                                                          | 41° 27′ 18″ N, 1° 45′ 50″ E / 41.4551182877093°N,1.76377468566784°E                                                                     |                                            |                     | Modifica les dades a Wikidata |
|        | Can Sardà                      | Piera                          | masia        | Estil: arquitectura popular 17th century                 | 41° 28′ 17″ N, 1° 45′ 00″ E / 41.471424°N,1.750056°E ca:Pl. del Pedró, Sant Jaume Sesoliveres 181 msnm                                  | bé integrant del patrimoni cultural català | Can Sardà (Piera)   | Modifica les dades a Wikidata |
|        | Can Selva                      | Piera                          | masia        |                                                          | 41° 29′ 06″ N, 1° 44′ 04″ E / 41.4849930153059°N,1.73457887056176°E                                                                     |                                            |                     | Modifica les dades a Wikidata |
|        | Can Soteres                    | Piera                          | masia        |                                                          | 41° 32′ 01″ N, 1° 45′ 54″ E / 41.5336818650952°N,1.76486903919108°E                                                                     |                                            |                     | Modifica les dades a Wikidata |
|        | Can Torres de la Mata          | Piera                          | masia        |                                                          | 41° 29′ 38″ N, 1° 44′ 35″ E / 41.4938507698142°N,1.74312783247701°E                                                                     |                                            |                     | Modifica les dades a Wikidata |
|        | Can Ventura                    | Piera                          | masia        |                                                          | 41° 32′ 10″ N, 1° 43′ 20″ E / 41.5360427284868°N,1.72210000745702°E                                                                     |                                            |                     | Modifica les dades a Wikidata |
|        | Mas Bonans                     | Piera                          | masia        | Estil: arquitectura popular                              | 41° 31′ 49″ N, 1° 43′ 43″ E / 41.530372°N,1.728534°E                                                                                    | bé integrant del patrimoni cultural català |                     | Modifica les dades a Wikidata |
|        | Mas Figueres                   | Piera                          | masia        |                                                          | 41° 28′ 38″ N, 1° 46′ 45″ E / 41.4771984530792°N,1.77927237792081°E                                                                     |                                            |                     | Modifica les dades a Wikidata |
|        | Mas Marquet                    | Piera                          | masia        | Estil: arquitectura modernista                           | 41° 31′ 41″ N, 1° 45′ 40″ E / 41.528013°N,1.76103°E ca:carretera de Piera a Hostalets de Pierola                                        | bé integrant del patrimoni cultural català |                     | Modifica les dades a Wikidata |
|        | Mas Valencià                   | Piera                          | masia        |                                                          | 41° 29′ 59″ N, 1° 45′ 46″ E / 41.4998292620729°N,1.76285277631736°E                                                                     |                                            |                     | Modifica les dades a Wikidata |
|        | Mas la Venta                   | Piera                          | masia        | Estil: arquitectura popular                              | 41° 31′ 26″ N, 1° 43′ 56″ E / 41.523856°N,1.732198°E                                                                                    | bé integrant del patrimoni cultural català |                     | Modifica les dades a Wikidata |
|        | Maset Montardit                | Piera                          | masia        |                                                          | 41° 29′ 17″ N, 1° 44′ 50″ E / 41.4881398977885°N,1.74722718482677°E                                                                     |                                            |                     | Modifica les dades a Wikidata |
|        | Maset d'en Martí               | Piera                          | masia        |                                                          | 41° 34′ 29″ N, 1° 44′ 24″ E / 41.5746289758487°N,1.74003955066139°E 41° 34′ 29″ N, 1° 44′ 24″ E / 41.5746289758487°N,1.74003955066138°E |                                            |                     | Modifica les dades a Wikidata |
|        | Masies de Santa Creu de Creixà | Piera                          | masia        | Estil: arquitectura popular Estat: enderrocat o destruït | 41° 27′ 37″ N, 1° 46′ 20″ E / 41.460387°N,1.772226°E                                                                                    | bé integrant del patrimoni cultural català |                     | Modifica les dades a Wikidata |
|        | Molins de Vent d'en Soteres    | els Hostalets de Pierola Piera | masia        |                                                          | 41° 32′ 18″ N, 1° 45′ 38″ E / 41.5384627880898°N,1.760510287997°E                                                                       |                                            |                     | Modifica les dades a Wikidata |
|        | Torre de Can Creixell          | Piera                          | masia        |                                                          | 41° 29′ 54″ N, 1° 46′ 31″ E / 41.4982695917527°N,1.77534241970095°E                                                                     |                                            |                     | Modifica les dades a Wikidata |
|        | Torre de les Roses             | Piera                          | masia        |                                                          | 41° 31′ 14″ N, 1° 45′ 32″ E / 41.5204752525695°N,1.75881620610212°E                                                                     |                                            |                     | Modifica les dades a Wikidata |
|        | el Casalot                     | Piera                          | masia        |                                                          | 41° 34′ 05″ N, 1° 44′ 03″ E / 41.5679627328467°N,1.73420828591144°E                                                                     |                                            |                     | Modifica les dades a Wikidata |
|        | el Freixe                      | Piera                          | masia        |                                                          | 41° 28′ 51″ N, 1° 44′ 22″ E / 41.4807780317794°N,1.73953571868787°E                                                                     |                                            |                     | Modifica les dades a Wikidata |
|        | el Portell                     | Piera                          | masia        |                                                          | 41° 28′ 05″ N, 1° 47′ 31″ E / 41.4681368637586°N,1.79204028840406°E                                                                     |                                            |                     | Modifica les dades a Wikidata |
|        | el Trull                       | Piera                          | masia        |                                                          | 41° 27′ 19″ N, 1° 45′ 51″ E / 41.4553301718699°N,1.76421365618453°E                                                                     |                                            |                     | Modifica les dades a Wikidata |
|        | la Casa Blanca                 | Piera                          | masia        |                                                          | 41° 28′ 24″ N, 1° 45′ 53″ E / 41.473398°N,1.764795°E                                                                                    | bé integrant del patrimoni cultural català |                     | Modifica les dades a Wikidata |
|        | la Corna                       | Piera                          | masia        |                                                          | 41° 28′ 31″ N, 1° 46′ 30″ E / 41.4753246428344°N,1.77500797590163°E                                                                     |                                            |                     | Modifica les dades a Wikidata |
|        | la Costa                       | Piera                          | masia        |                                                          | 41° 29′ 40″ N, 1° 44′ 01″ E / 41.4944206474007°N,1.73349687336772°E                                                                     |                                            |                     | Modifica les dades a Wikidata |
|        | la Riba de la Timba            | Piera                          | masia        |                                                          | 41° 27′ 28″ N, 1° 45′ 39″ E / 41.4579054236681°N,1.76078829832032°E                                                                     |                                            |                     | Modifica les dades a Wikidata |
|        | les Fures                      | Piera                          | masia        |                                                          | 41° 31′ 48″ N, 1° 44′ 59″ E / 41.5299058615415°N,1.74968198327156°E                                                                     |                                            |                     | Modifica les dades a Wikidata |
|        | les Planes                     | Piera                          | masia        |                                                          | 41° 28′ 52″ N, 1° 46′ 10″ E / 41.4811736472415°N,1.76941208686942°E                                                                     |                                            |                     | Modifica les dades a Wikidata |

## molí d'aigua
| imatge | Nom                                  | Ubicat a | instància de | Detalls                     | coordenades                                                                         | Protecció                                  | Commons (més fotos)                  | Dades a WD                    |
| ------ | ------------------------------------ | -------- | ------------ | --------------------------- | ----------------------------------------------------------------------------------- | ------------------------------------------ | ------------------------------------ | ----------------------------- |
|        | Molí del Jepet                       | Piera    | molí d'aigua |                             | 41° 33′ 21″ N, 1° 44′ 46″ E / 41.555905654737°N,1.74602724007173°E                  |                                            |                                      | Modifica les dades a Wikidata |
|        | Molí fariner de Can Romeu del Bedorc | Piera    | molí d'aigua | Estil: arquitectura popular | 41° 30′ 06″ N, 1° 42′ 54″ E / 41.50177°N,1.714924°E ca:Can Ferrer del Coll 180 msnm | bé integrant del patrimoni cultural català | Molí fariner de Can Romeu del Bedorc | Modifica les dades a Wikidata |
|        | Molí fariner de la Ventosa           | Piera    | molí d'aigua | Estil: arquitectura popular | 41° 30′ 05″ N, 1° 43′ 44″ E / 41.50141°N,1.728812°E                                 | bé integrant del patrimoni cultural català |                                      | Modifica les dades a Wikidata |

## muntanya
| imatge | Nom                | Ubicat a                               | instància de | Detalls | coordenades                                                                                        | Protecció | Commons (més fotos) | Dades a WD                    |
| ------ | ------------------ | -------------------------------------- | ------------ | ------- | -------------------------------------------------------------------------------------------------- | --------- | ------------------- | ----------------------------- |
|        | Castellet          | Piera Cabrera d'Anoia Vallbona d'Anoia | muntanya     |         | 41° 30′ 32″ N, 1° 42′ 44″ E / 41.508925°N,1.71218611°E 360.6 msnm                                  |           |                     | Modifica les dades a Wikidata |
|        | Fembra Morta       | Castellolí Piera                       | muntanya     |         | 41° 34′ 54″ N, 1° 43′ 32″ E / 41.5816°N,1.72568°E ca:Extrem sud-est del terme municipal 685.3 msnm |           |                     | Modifica les dades a Wikidata |
|        | Turó d'en Marranet | Piera                                  | muntanya     |         | 41° 33′ 02″ N, 1° 43′ 24″ E / 41.550475°N,1.72338889°E 589.2 msnm                                  |           |                     | Modifica les dades a Wikidata |
|        | Turó de l'Avellana | la Pobla de Claramunt Piera Castellolí | muntanya     |         | 41° 33′ 56″ N, 1° 43′ 02″ E / 41.56560833°N,1.71711806°E 717 msnm                                  |           | Turó de l'Avellana  | Modifica les dades a Wikidata |
|        | el Pujol           | Piera                                  | muntanya     |         | 41° 28′ 38″ N, 1° 45′ 50″ E / 41.47729444°N,1.76385556°E 285.3 msnm                                |           |                     | Modifica les dades a Wikidata |

## nucli d'entitat singular de població
| imatge | Nom                                   | Ubicat a                     | instància de                                           | Detalls  | coordenades                                                        | Protecció | Commons (més fotos) | Dades a WD                    |
| ------ | ------------------------------------- | ---------------------------- | ------------------------------------------------------ | -------- | ------------------------------------------------------------------ | --------- | ------------------- | ----------------------------- |
|        | Can Bou (nucli antic)                 | Can Bou Piera                | nucli d'entitat singular de població nucli de població | 26 hab   | 41° 29′ 10″ N, 1° 45′ 50″ E / 41.48603255°N,1.763967323°E 306 msnm |           |                     | Modifica les dades a Wikidata |
|        | Can Bou (urbanització)                | Can Bou Piera                | nucli d'entitat singular de població nucli de població | 260 hab  | 41° 29′ 10″ N, 1° 45′ 50″ E / 41.48603255°N,1.763967323°E 306 msnm |           |                     | Modifica les dades a Wikidata |
|        | Can Canals de Masbover (nucli antic)  | Can Canals de Masbover Piera | nucli d'entitat singular de població nucli de població | 37 hab   | 41° 28′ 02″ N, 1° 46′ 41″ E / 41.46718714°N,1.778129388°E 239 msnm |           |                     | Modifica les dades a Wikidata |
|        | Can Canals de Masbover (urbanització) | Can Canals de Masbover Piera | nucli d'entitat singular de població nucli de població | 1631 hab | 41° 28′ 15″ N, 1° 47′ 06″ E / 41.47072442°N,1.784972002°E 277 msnm |           |                     | Modifica les dades a Wikidata |

## nucli de població
| imatge | Nom        | Ubicat a                     | instància de                                           | Detalls | coordenades                                                                | Protecció | Commons (més fotos) | Dades a WD                    |
| ------ | ---------- | ---------------------------- | ------------------------------------------------------ | ------- | -------------------------------------------------------------------------- | --------- | ------------------- | ----------------------------- |
|        | Xorriguera | Piera                        | nucli de població                                      |         | 41° 30′ 43″ N, 1° 44′ 43″ E / 41.511951448727°N,1.74525824982572°E         |           |                     | Modifica les dades a Wikidata |
|        | el Portell | Piera Can Canals de Masbover | nucli de població nucli d'entitat singular de població | 310 hab | 41° 28′ 08″ N, 1° 47′ 39″ E / 41.468771800437°N,1.7941565235837°E 292 msnm |           |                     | Modifica les dades a Wikidata |

## polígon industrial
| imatge | Nom                          | Ubicat a | instància de       | Detalls | coordenades                                                         | Protecció | Commons (més fotos) | Dades a WD                    |
| ------ | ---------------------------- | -------- | ------------------ | ------- | ------------------------------------------------------------------- | --------- | ------------------- | ----------------------------- |
|        | Fàbriques d'en Salada        | Piera    | polígon industrial |         | 41° 31′ 42″ N, 1° 45′ 00″ E / 41.5284511779044°N,1.75009355666321°E |           |                     | Modifica les dades a Wikidata |
|        | Polígon industrial El Bedorc | Piera    | polígon industrial |         | 41° 30′ 02″ N, 1° 43′ 23″ E / 41.5006286738043°N,1.72309608962343°E |           |                     | Modifica les dades a Wikidata |
|        | Polígon industrial de Piera  | Piera    | polígon industrial |         | 41° 31′ 46″ N, 1° 44′ 55″ E / 41.5293074818099°N,1.74849486176533°E |           |                     | Modifica les dades a Wikidata |

## pont
| imatge | Nom                 | Ubicat a | instància de | Detalls         | coordenades                                                         | Protecció | Commons (més fotos) | Dades a WD                    |
| ------ | ------------------- | -------- | ------------ | --------------- | ------------------------------------------------------------------- | --------- | ------------------- | ----------------------------- |
|        | Pont de Can Gallego | Piera    | pont         | Travessa: Anoia | 41° 28′ 34″ N, 1° 44′ 30″ E / 41.4761346568411°N,1.74157788787163°E |           |                     | Modifica les dades a Wikidata |
|        | Pont de l'Aigüerol  | Piera    | pont         |                 | 41° 28′ 09″ N, 1° 45′ 11″ E / 41.4690617222118°N,1.7529475559639°E  |           |                     | Modifica les dades a Wikidata |
|        | Ponts de la Guixana | Piera    | pont         |                 | 41° 32′ 02″ N, 1° 44′ 47″ E / 41.5339138555899°N,1.74635623539321°E |           |                     | Modifica les dades a Wikidata |

## serra
| imatge | Nom                  | Ubicat a                    | instància de | Detalls | coordenades                                                  | Protecció | Commons (més fotos) | Dades a WD                    |
| ------ | -------------------- | --------------------------- | ------------ | ------- | ------------------------------------------------------------ | --------- | ------------------- | ----------------------------- |
|        | Serra de la Monja    | Castellolí Piera            | serra        |         | 41° 34′ 27″ N, 1° 43′ 00″ E / 41.5742°N,1.71676°E 706 msnm   |           |                     | Modifica les dades a Wikidata |
|        | serra de la Tardana  | Piera la Pobla de Claramunt | serra        |         | 41° 33′ 43″ N, 1° 43′ 17″ E / 41.562°N,1.72139°E 706 msnm    |           | Serra de la Tardana | Modifica les dades a Wikidata |
|        | serra de la Vermella | Piera                       | serra        |         | 41° 27′ 54″ N, 1° 46′ 10″ E / 41.4649°N,1.76934°E 268.7 msnm |           |                     | Modifica les dades a Wikidata |

## Misc
| imatge | Nom                           | Ubicat a                                    | instància de           | Detalls                                                                   | coordenades                                                                                 | Protecció                                  | Commons (més fotos)           | Dades a WD                    |
| ------ | ----------------------------- | ------------------------------------------- | ---------------------- | ------------------------------------------------------------------------- | ------------------------------------------------------------------------------------------- | ------------------------------------------ | ----------------------------- | ----------------------------- |
|        | B-231                         | Esparreguera els Hostalets de Pierola Piera | carretera              |                                                                           | 41° 32′ 14″ N, 1° 52′ 05″ E / 41.5373°N,1.86804°E                                           |                                            |                               | Modifica les dades a Wikidata |
|        | Bonastre                      | Piera                                       | vèrtex geodèsic        | Alt: 1.2m                                                                 | 41° 30′ 40″ N, 1° 45′ 52″ E / 41.511069°N,1.764537°E 363.139 msnm                           |                                            |                               | Modifica les dades a Wikidata |
|        | Ca l'Estany                   | Piera                                       | casa consistorial      | Estil: arquitectura popular                                               | 41° 31′ 05″ N, 1° 44′ 37″ E / 41.518022222222°N,1.7434805555556°E 284 msnm                  | bé integrant del patrimoni cultural català | Ajuntament de Piera           | Modifica les dades a Wikidata |
|        | Estació de Piera              | Piera                                       | estació de ferrocarril |                                                                           | 41° 31′ 33″ N, 1° 45′ 16″ E / 41.525908333333°N,1.7543833333333°E                           |                                            | Piera train station           | Modifica les dades a Wikidata |
|        | Pineda de Can Ferrer del Coll | Piera                                       | arbre singular         | Taxon: pi blanc (Pinus halepensis) Ample: 14.8m Alt: 38m Perímetre: 2.88m | 41° 30′ 03″ N, 1° 42′ 55″ E / 41.5007°N,1.7153°E ca:Cal Ferrer del Coll, el Bedorc 182 msnm | arbre monumental                           | Pineda de Can Ferrer del Coll | Modifica les dades a Wikidata |
|        | Portal Romanyà                | Piera                                       | porta de ciutat        |                                                                           | 41° 31′ 04″ N, 1° 44′ 33″ E / 41.517806°N,1.742636°E ca:Plaça de Catalunya                  | bé integrant del patrimoni cultural català | Portal Romanyà                | Modifica les dades a Wikidata |
|        | plaça de Joan Orpí            | Piera                                       | plaça                  |                                                                           | 41° 31′ 05″ N, 1° 44′ 35″ E / 41.518142°N,1.743147°E                                        | bé integrant del patrimoni cultural català | Plaça de Joan Orpí            | Modifica les dades a Wikidata |